# Добривоє Тривич
Добривоє Тривич (сербохорв. Добривоје Тривић/Dobrivoje Trivić, 26 жовтня 1943, Шабаць — 23 лютого 2013, Новий Сад) — югославський футболіст, що грав на позиції захисника. Відомий за виступами в югославському клубі «Воєводина» та французькому клубі «Ліон», а також національну збірну Югославії. Чемпіон Югославії. Володар Кубка Франції.

## Клубна кар'єра
Добривоє Тривич народився в місті Шабаць. У дорослому футболі дебютував 1962 року виступами за команду другого югославського дивізіону «Срем», в якій грав до 1965 року. Своєю грою за цю команду привернув увагу представників тренерського штабу клубу найвищого югославського дивізіону «Воєводина», в якому грав з 1965 року. Відіграв за команду з Нового Сада наступні 6 сезонів своєї ігрової кар'єри, та був основним гравцем захисту команди. У сезоні 1965—1966 років у складі команди Тривич здобув титул чемпіона Югославії.
1971 року Добривоє Тривич отримав дозвіл перейти до зарубіжного клубу, та уклав контракт з французьким клубом «Ліон», у складі якого грав до 1973. Граючи у складі «Ліона» також здебільшого був гравцем основи, а в сезоні 1972—1973 років став у складі команди володарем Кубка Франції. Протягом сезону 1973—1974 років югославський футболіст грав у складі іншого французького клубу «Тулуза».
У 1974 році Тривич повернувся до свого колишнього клубу «Воєводина», проте зіграв у складі команди лише 1 матч, і невдовзі завершив виступи на футбольних полях.
Помер Добривоє Тривич 23 лютого 2013 року на 70-му році життя у місті Новий Сад.

## Виступи за збірну
1966 року Добривоє Тривич дебютував у складі національної збірної Югославії. У складі збірної був учасником чемпіонату Європи 1968 року в Італії, де разом з командою здобув «срібло», та грав у всіх 3 матчах команди, у півфіналі зі збірною Англії та у двох фінальних матчах зі збірною Італії. У складі національної команди грав до 1969 року, загалом протягом кар'єри в національній команді, провів у її формі 13 матчів, у яких забитими м'ячами не відзначився.

## Титули і досягнення
- Чемпіон Югославії (1):

«Воєводина»: 1965–1966
- Володар Кубка Франції (1):

«Ліон»: 1972–1973